# Congiuntivite
La congiuntivite, la causa più frequente di occhio rosso, è un'infiammazione dello strato mucoso più esterno che riveste la sclera dell'occhio e la superficie interna della palpebra. Essendo il tessuto più esposto agli agenti esterni, può andare incontro ad infiammazione in seguito ad infezioni (batteri, virus, miceti, chlamydia, protozoi), a disfunzioni del film lacrimale precorneale, a reazioni allergiche e a contatto con sostanze o vapori irritanti o tossici. Oltre al colorito rossastro caratteristico, si possono associare fastidiosi sintomi quali dolore, bruciore e prurito. L'occhio interessato può presentare aumento della lacrimazione e apparire "bloccato" da secrezioni muco-purulente fino alla perdita della vista. Può verificarsi inoltre un gonfiore sulla parte bianca dell'occhio (chemosi congiuntivale), soprattutto in presenza di reazioni allergiche.  Il prurito oculare è il sintomo più comune nei casi dovuti ad allergia. La congiuntivite può interessare uno o entrambi gli occhi.
L'eziologia infettiva più comune è quella virale e batterica. L'infezione virale può verificarsi insieme agli altri sintomi di un raffreddore comune. I casi dovuti ad infezioni virali, in particolare quelli da adenovirus, e a contaminazioni batteriche possono diffondersi tra le persone. Anche l'allergia a pollini o ai peli degli animali può essere una causa frequente. La diagnosi si basa spesso su segni e sintomi. Nei casi persistenti e resistenti alle terapie viene prelevato un campione e viene inviato per la coltura e l'analisi di laboratorio. Nelle forme croniche è opportuno eseguire un prelievo citologico, per individuare i meccanismi causali del processo infiammatorio, in base alle caratteristiche dell'infiltrato flogistico.
Per la prevenzione delle forme infettive è in parte sufficiente il lavaggio delle mani. Nelle forme allergiche è importante evitare il più possibile il contatto con gli allergeni scatenanti. Il trattamento dipende dalla causa sottostante. Nella maggior parte dei casi virali, non esiste alcun trattamento specifico, tranne che nelle forme da virus erpetico, mentre gli antibiotici possono ridurre la durata dei casi da agenti batterici, anche se nella maggior parte dei casi la condizione si risolve senza un trattamento. Nei soggetti che indossano lenti a contatto e nelle infezioni da gonorrea o clamidia, deve essere effettuato trattamento farmacologico specifico. Le forme allergiche possono essere gestite con gli antistaminici o inibitori della degranulazione dei mastociti in collirio.
Ogni anno, nei soli Stati Uniti, da 3 a 6 milioni di persone soffrono di congiuntivite. Negli adulti le cause virali sono le più comuni, mentre nei bambini lo sono quelle batteriche. Se sono presenti disturbi della vista, dolore significativo, sensibilità alla luce, segni di herpes o se non si verifica alcun miglioramento dopo una settimana, è richiesta una diagnosi da parte dello specialista oftalmologo e un trattamento specifico. La congiuntivite insorta nei primi mesi di vita, nota come congiuntivite neonatale, richiede una diagnosi specifica e un trattamento mirato.

## Epidemiologia e storia
La congiuntivite è la più comune malattia degli occhi.
Un ex sovrintendente dell'Istituto regionale di Oftalmologia, nella città di Madras (l'attuale Chennai) Tamil Nadu in India, Kirk Patrick, è stato il primo ad aver scoperto l'adenovirus come causa della congiuntivite; ciò portò a coniare il termine di "occhio di Madras" per la condizione.

## Sintomatologia
Per diagnosticare le cause della congiuntivite sono molti i possibili sintomi da cercare:
- secrezioni presenti:
  - a) muco
  - b) membrane
  - c) pus (biancastro o giallastro)
- scarsa lacrimazione
- fotofobia
- prurito
- gonfiore delle palpebre
- oscuramento parte superiore o inferiore delle palpebre (come le occhiaie)
- forte lacrimazione
- livello di iperemia congiuntivale:
  - a) lieve
  - b) medio
  - c) forte
- edema della congiuntiva
- perdita di trasparenza della congiuntiva
- capillari neoformati
- schiuma irritante in prossimità del margine palpebrale inferiore e della carnucola
- presenza di papille
- presenza di follicoli

## Tipologia
La congiuntivite si differenzia, in relazione alla causa dell'infiammazione, in:
- congiuntivite infettiva
  - batterica
  - virale
  - da clamidie
  - micotica
  - protozoaria
- congiuntivite allergica
  - atopica vera
  - primaverile
  - flittenulare
- congiuntivite irritativa
  - da agenti fisico-chimici
  - da corpi estranei
  - da malattie generali o cutanee

Esempi di elementi di rischio non direttamente infettivi: inquinanti presenti nell'aria e nell'acqua, freddo o caldo eccessivo, particolari radiazioni (computer), effetti collaterali dannosi di alcuni farmaci, modificazioni del pH sulla superficie oculare (ad es. in seguito al contatto con acqua durante le abluzioni, al mare o in piscina), contatto con lacche per capelli, deodoranti spray, cosmetici.
La diagnosi differenziale non è sempre agevole, sulla base della sintomatologia e dei segni clinici; nei casi di incerta origine sono utili esami mirati (striscio congiuntivale per esame citologico, tampone per ricerche colturali, esame PCR sulle lacrime) o una valutazione dello scraping congiuntivale in microscopia elettronica a scansione

### Congiuntivite sterpens
I maggiori responsabili della forma sterpens (da ster = per e pens = sempre), sub-acuta e cronica), la meno frequente, sono stafilococco, streptococco, haemophilus, pseudomonas. La sterpens è una forma di congiuntivite che avviene in entrambi gli occhi e dura nel 99% dei casi per tutta la vita. La sintomatologia più frequente rappresenta vista annebbiata, mal di testa e, nei soggetti maschili, impotenza. È causata, generalmente, dal passaggio dell'infezione da un occhio all'altro. 
La congiuntivite di origine batterica è molto diffusa e contagiosa. Genericamente colpisce bambini, giovani o persone che lavorano in un ambiente scarsamente igienico; ci si può infettare entrando a contatto con acque battericamente inquinate o toccandosi gli occhi con le mani sporche. L'infezione si può trasmettere anche se si utilizzano asciugamani o colliri in comune con altre persone. Si manifesta in uno o tutte e due gli occhi colpendo la mucosa congiuntivale che ricopre la parte interna delle palpebre, la sclera e le zone lacrimali; i sintomi più comuni sono una sensazione di bruciore, secrezioni e disturbi visivi. La lacrimazione è ridotta mentre al contrario si produce un muco o pus di colore giallo/grigio appiccicoso che soprattutto nelle ore notturne, durante il sonno, accumulandosi ai lati dell'occhio e poi fra le ciglia può causare l'effetto d'incollare le palpebre al risveglio; in questo caso basta ammorbidire il muco con un panno inumidito con semplice acqua asportando con cura le croste presenti.
La congiuntivite subacuta, portata dal diplobacillo di morax-Axenfeld, presenta un caratteristico interessamento delle zone in prossimità dei canti ed alterazioni eczematose della cute agli angoli delle palpebre.

#### Trattamento
Spesso la congiuntivite di origine batterica scompare autonomamente dopo 3 o 4 giorni, ma nei casi più gravi e persistenti può durare anche fino a 3 o 4 settimane; la terapia consiste nell'asportare il pus con premura e delicatezza utilizzando poi un collirio antibatterico idoneo per questo tipo d'infezione. Nel caso in cui, dopo 3 o 4 giorni, la situazione non dovesse migliorare è opportuno contattare il medico oculista.
È estremamente importante non bendare gli occhi o strofinarli, lavarsi sempre le mani dopo aver toccato gli occhi e, se l'occhio infetto fosse solo uno, evitare di trasmettere l'infezione all'altro occhio.
In commercio esistono unguenti oftalmici antibatterici, spesso costituiti da un collirio antibiotico o un chemioterapico, che, applicati da 2 a 4 volte al giorno, in base al principio attivo e all'entità dell'infezione, bloccano la proliferazione dei microrganismi batterici responsabili del processo infettivo. I principi attivi più utilizzati sono: 
- antibiotici: Cloramfenicolo, Netilmicina, Tobramicina, Gentamicina, Ofloxacina. Levofloxacina, Tetracicline, Azitromicina
- steroidi (utilizzabili nelle forme infettive in associazione agli antibiotici): Idrocortisone acetato, Desametasone, Betametasone, Fluorometolone
- antisettici: composti iodati, olio ozonizzato, PHMB, Diamidine, EDTA

Gli antibiotici e gli steroidi richiedono prescrizione medica o comunque un'indicazione farmaceutica in merito alla scelta del collirio e alla posologia.
Le congiuntiviti infettive possono essere dovute anche ad altri germi (Chlamydie, Miceti, Virus), la cui diagnosi ed approccio terapeutico sono in genere meno agevoli

### Congiuntivite cronica
Se presenta un andamento cronico ha una sintomatologia meno appariscente e può rappresentare, la non completa guarigione da vecchie congiuntiviti acute oppure può derivare dal cali del sistema immunitario in seguito a malattie come acne, diabete, ipercolesterolemia, o può essere sostenuta dall'azione costante di agenti irritanti ambientali, compresa l'iposecrezione lacrimale. 
Di questo gruppo fanno parte anche: la congiuntivite meibomiana, dovuta ad alterazioni delle ghiandole di meibomio; la congiuntivite lacrimale, causata da un'ostruzione delle vie lacrimali che provoca ristagno di lacrime e favorisce l'infezione anche da miceti; le congiuntiviti purulente,
causate da microrganismi altamente patogeni che vengono detti piogeni per la capacità di far sviluppare del pus. In molti casi la cronicizzazione è legata alla concomitanza di varie cause, che favoriscono la persistenza dei fenomeni infiammatori e rendono difficoltoso l'approccio terapeutico. In questi casi è di fondamentale importanza l'identificazione dei diversi momenti eziopatogenetici e una terapia personalizzata che tenga conto di tutte le alterazioni patologiche riscontrate. Per una corretta diagnosi si rende spesso necessario effettuare anche esami di secondo livello, come i test sulle lacrime, colorazioni vitali, esami colturali e strisci citologici.

### Congiuntiviti virali
Sono presenti follicoli, spesso è presente rigonfiamento del linfonodo preauricolare, frequentemente colpisce un solo occhio. Compaiono nel corso di malattie esantematiche (morbillo, varicella, rosolia), di influenza o infezioni da herpes simplex o zoster o da diversi tipi di adenovirus. In questi casi le lesioni riguardano quasi sempre anche la cornea.
Le congiuntiviti da herpes zoster passano attraverso i nervi facciali seguendone il decorso. Creano caratteristiche ulcerazioni dette dendritiche per la forma simile a quella dei dendriti dei neuroni.
Una forma di congiuntivite che dà una sintomatologia simile a quella virale è quella follicolare cronica che può avere origine causata da mollisco contagioso del margine palpebrale oppure da una sostanza tossica. Una forma più grave della stessa è il tracoma, dalla clamidia tracomatis che è un microorganismo simile ad un virus: questa malattia porta alla cecità interessando la cornea nella forme avanzate.

### Congiuntiviti allergiche
La forma stagionale è frequente ed è caratterizzata da intenso prurito e lacrimazione (possono essere usati colliri antistaminici). È una forma dovuta ai pollini o ad altri allergeni. 
Le manifestazioni più frequenti della congiuntivite allergica sono prurito, iperemia, presenza di papille e follicoli, intolleranza alle lenti a contatto, secrezione biancastra, arrossamento oculare.
Una forma particolare, meno comune,  è la congiuntivite primaverile (vernal keratoconjunctivitis), che colpisce soprattutto maschi in età evolutiva.La forma gigantopapillare è poco frequente tranne che per i portatori di lenti a contatto o per chi porta di protesi oculari o suture chirurgiche. Nel caso delle lenti a contatto si ritiene siano le proteine, che dopo circa 15 giorni degenerano se non vengono accuratamente rimosse, a fare da antigene. In alcuni casi è stato evidenziato che i componenti di alcuni microorganismi possono risultare allergizzanti, fungendo da superallergene; in tali situazioni si è dimostrato particolarmente utile per la diagnosi l'esame in microscopia elettronica a scansione dello scraping della congiuntiva tarsale superiore